# Diocesi di Merlo-Moreno
La diocesi di Merlo-Moreno (in latino Dioecesis Merlensis-Morenensis) è una sede della Chiesa cattolica in Argentina suffraganea dell'arcidiocesi di Mercedes-Luján. Nel 2023 contava 892.144 battezzati su 1.115.180 abitanti. È retta dal vescovo Juan José Chaparro Stivanello, C.M.F.

## Territorio
La diocesi comprende i distretti di Merlo e di Moreno nella provincia di Buenos Aires.
Sede vescovile è la città di Moreno, dove si trova la cattedrale di Nostra Signora del Rosario.
Il territorio si estende su 356 km² ed è suddiviso in 42 parrocchie.

## Storia
La presenza della Chiesa cattolica nei territori attuali di Merlo e Moreno comincia nell'anno 1728. In quell'anno, il latifondista Francisco de Merlo costruì una cappella nelle sue terre; la cappella fu dedicata a Sant'Antonio di Padova e all'Immacolata Concezione della Vergine Maria. Il primo parroco fu Francisco Javier Moraga, nell'anno 1731; il secondo parroco fu Juan Antonio Merlo, figlio di Francisco de Merlo, fra il 1732 e il 1779. Nel 1776 la parrocchia fu trasferita nella nuova chiesa ubicata nel villaggio di Morón. Il villaggio di Merlo non ebbe una parrocchia propria fra il 1776 e il 1864; in questo anno l'amministrazione comunale costruì la chiesa di Nostra Signora della Mercede, e il primo parroco fu il cappellano della comunità irlandese Patrick Joseph Dillon. Nel 1970 Nostra Signora della Mercede fu proclamata patrona del partido di Merlo.
La diocesi è stata eretta il 13 maggio 1997 con la bolla Ministerium apostolicum di papa Giovanni Paolo II, ricavandone il territorio dalla diocesi di Morón.
Originariamente suffraganea dell'arcidiocesi di Buenos Aires, il 4 ottobre 2019 è entrata a far parte della provincia ecclesiastica dell'arcidiocesi di Mercedes-Luján.

## Cronotassi dei vescovi
Si omettono i periodi di sede vacante non superiori ai 2 anni o non storicamente accertati.
- Fernando María Bargalló (13 maggio 1997 - 26 giugno 2012 dimesso)[2]
- Fernando Carlos Maletti † (6 maggio 2013 - 8 marzo 2022 deceduto)
- Juan José Chaparro Stivanello, C.M.F., dal 20 ottobre 2022

## Statistiche
La diocesi nel 2023 su una popolazione di 1.115.180 persone contava 892.144 battezzati, corrispondenti all'80,0% del totale.
| anno | popolazione | popolazione | popolazione | presbiteri | presbiteri | presbiteri | presbiteri                | diaconi | religiosi | religiosi | parrocchie |
| anno | battezzati  | totale      | %           | numero     | secolari   | regolari   | battezzati per presbitero | diaconi | uomini    | donne     | parrocchie |
| ---- | ----------- | ----------- | ----------- | ---------- | ---------- | ---------- | ------------------------- | ------- | --------- | --------- | ---------- |
| 1999 | 501.000     | 835.000     | 60,0        | 53         | 30         | 23         | 9.452                     | 7       | 79        | 170       | 34         |
| 2000 | 501.000     | 835.000     | 60,0        | 51         | 30         | 21         | 9.823                     | 14      | 66        | 158       | 35         |
| 2001 | 702.400     | 878.000     | 80,0        | 57         | 32         | 25         | 12.322                    | 10      | 70        | 155       | 35         |
| 2002 | 700.328     | 850.410     | 82,4        | 56         | 34         | 22         | 12.505                    | 13      | 61        | 156       | 35         |
| 2003 | 700.328     | 850.410     | 82,4        | 66         | 36         | 30         | 10.611                    | 13      | 79        | 142       | 35         |
| 2004 | 701.737     | 850.591     | 82,5        | 62         | 36         | 26         | 11.318                    | 20      | 63        | 165       | 35         |
| 2013 | 829.400     | 931.000     | 89,1        | 56         | 35         | 21         | 14.810                    | 28      | 77        | 142       | 35         |
| 2016 | 870.000     | 1.062.000   | 81,9        | 59         | 34         | 25         | 14.745                    | 32      | 85        | 129       | 35         |
| 2019 | 926.430     | 1.158.000   | 80,0        | 70         | 41         | 29         | 13.234                    | 37      | 76        | 106       | 40         |
| 2020 | 935.700     | 1.169.500   | 80,0        | 63         | 37         | 26         | 14.852                    | 37      | 68        | 90        | 40         |
| 2021 | 944.120     | 1.180.000   | 80,0        | 44         | 30         | 14         | 21.457                    | 36      | 50        | 92        | 42         |
| 2023 | 892.144     | 1.115.180   | 80,0        | 50         | 33         | 17         | 17.842                    | 39      | 55        | 92        | 42         |